# A szántói híres utca
Az A szántói híres utca kezdetű magyar népdalt Kerényi György gyűjtötte a Tolna megyei Koppányszántón. A dalt számon tartják Abaújszántón is, ahol a több alkalommal, elsőként 2002-ben megrendezett Nemzetközi Cimbalmosfesztivál apropóját adja.
Dallamára énekelhető a 118. zsoltár.
Feldolgozás:
| Szerző          | Mire                         | Mű                                   | Előadás |
| --------------- | ---------------------------- | ------------------------------------ | ------- |
| Bárdos Lajos    | kétszólamú gyermekkar        | Kicsinyek kórusa, I. füzet, 1. darab | [ 3 ]   |
| Máriássy István | zongora vagy ének és gitár   | Elindultam szép hazámból, 7. kotta   |         |
| Ludvig József   | ének, zongora, gitárakkordok | A csitári hegyek alatt, 19. oldal    |         |
| Ludvig József   | ének, gitárakkordok          | Kis kacsa fürdik…, 6. oldal          |         |

## Kotta és dallam
| A szántói híres utca cimbalommal van kirakva. Ha még egyszer végigmegyek rajta nótát ver a csizmám sarka. | Erre gyere, ne menj arra, Jobb út van erre, mint arra. Erre gyere szívem Mariskája, Adj egy csókot utoljára. | Páros csókot nem adhatok, Nem a te szeretőd vagyok, Páros csókot csakis annak adok, Kinek a babája vagyok. |

## Felvételek
- Három magyar népdal: A szántói híres utca. Béres Ferenc  YouTube (1966. március 17.)  (Hozzáférés: 2016. június 9.) (audió) ének, cimbalom
- A szántói híres utca. Gryllus Vilmos  MusicMe (2014. december)  (Hozzáférés: 2016. június 9.) (audió) ének, cimbalom
- A Szántói (Szárszói) híres utca. cimbalom.nl (Hozzáférés: 2016. június 9.) (audió) arch ének, zenekar
- A szántói híres utca. YouTube (2014. december 11.)  (Hozzáférés: 2016. június 9.) (audió) ének, orgona
- A szántói híres utca... Varga Józsefné  YouTube (2014. április 20.)  (Hozzáférés: 2016. június 9.) (audió) furulya